# Farghestan
Le Farghestan est un pays imaginaire créé par Julien Gracq dans son ouvrage Le Rivage des Syrtes. Mystérieux, ce pays est, dans cette œuvre, une nation opposée depuis des siècles à la seigneurie d'Orsenna, patrie d'Aldo, le héros de l'histoire. Ce pays focalise tout l'intérêt du héros ; lassé de la torpeur décadente d'Orsenna, il ira jusqu'à provoquer une guerre en forçant la frontière.
Il incarne dans cet ouvrage le but d'une vie (même si celui-ci peut être tragique).

## Origine du nom
Le nom de Farghestan évoque l'Asie centrale : stān signifie « pays » en dari, et se retrouve dans Afghanistan (Pays des Afghans), Pakistan (Pays des purs) ou encore Tadjikistan (Pays des Tadjiks). La première partie du nom, fargh, signifie en persan « différence » ; ainsi le nom de « Farghestan », inventé par l'auteur, pourrait désigner le « pays de la différence » et invoquer une géographie de l'altérité, de l'exotisme et de l'étrangeté. 
Mais le nom évoque aussi le Far West, avec la notion de frontière qui s'y rattache, comme dans l'imaginaire américain du XIXe siècle ; les deux représentent des espaces sauvages, que l'homme « civilisé » ne fréquente pas.
Le Farghestan est connu dans la topographie afghane : il y existe en effet une localité nommée Aylaq-e Farghestan, non loin de la frontière avec le Tadjikistan.